# Eddy de Pretto

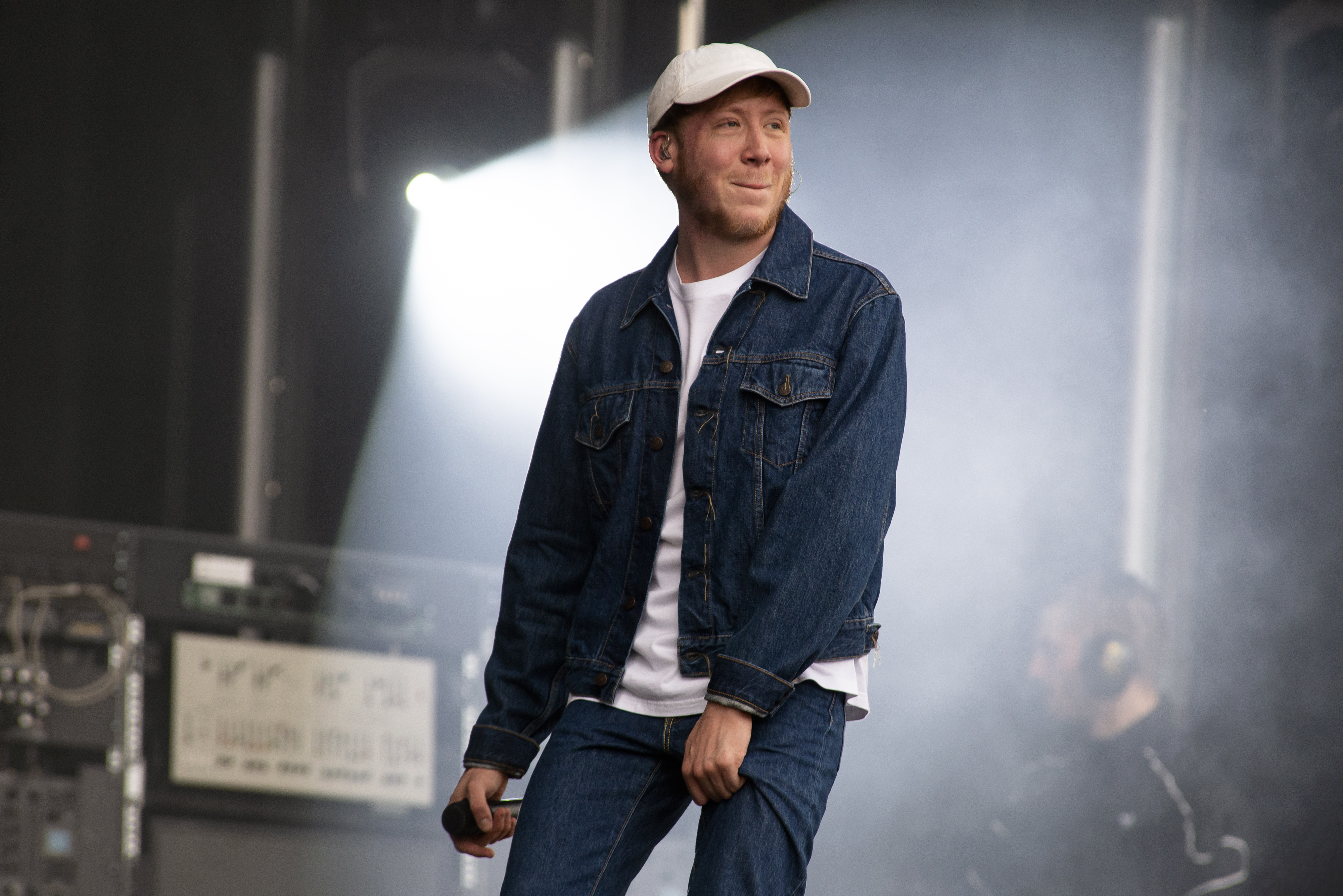
Eddy de Pretto, 2019

Eddy de Pretto (* 2. Mai 1993 in Créteil) ist ein französischer Sänger. Er wurde durch eine Mischung von traditionellem Chanson und Hip-Hop bekannt.

## Leben
De Pretto wuchs im Pariser Banlieue Créteil auf. In seiner Jugend spielte er Theater und kam später auch zur Musik. Als Erwachsener zog er schließlich nach Paris. Er arbeitete als Schauspieler für TV-Werbungen und er war im Jahr 2013 am Kurzfilm Vivre sa vie beteiligt. Im Jahr 2014 begann er als Sänger auf einem Rundfahrtenschiff der Compagnie des Bateaux Mouches zu arbeiten. Er war dort drei Jahre lang tätig.
Im Jahr 2017 nahm er am Musikfestival Printemps de Bourges teil, wo er den Newcomer-Preis Inouïs gewann. Im Oktober 2017 veröffentlichte er seine Debüt-EP Kid mit vier Titeln. Im März 2018 folgte sein erstes Album Cure. Im Januar 2021 gab er mit Bateaux-Mouches erstmals nach längerer Zeit wieder eine Single heraus. Im März 2021 folgte sein zweites Album A tous les bâtards. Sein drittes Album wurde das im November 2023 herausgegebene Crash Cœur.

## Stil
Die Lieder auf seiner Debüt-EP Kid wurden als eine Mischung von traditionellem Chanson und Hip-Hop bezeichnet. Bei seinen Liveauftritten mit Liedern der EP wurde er nur von einem Schlagzeuger begleitet. Die Lieder seiner Debüt-EP behandeln Themen wie den Druck zu einem maskulinen Erscheinungsbild, homophobe Gewalt und die Schwierigkeit, seine Identität zu finden. Seine Musik wurde mehrfach mit der von Stromae verglichen. De Pretto selbst gibt des Weiteren Musiker wie Frank Ocean, Claude Nougaro und Booba als Inspiration an.

## Auszeichnungen
- 2017: Prix du Printemps de Bourges – iNOUïS[6]

## Diskografie

### Alben
| Jahr | Titel Musiklabel                                 | Höchstplatzierung, Gesamtwochen, AuszeichnungChartplatzierungen (Jahr, Titel, Musiklabel, Platzierungen, Wochen, Auszeichnungen, Anmerkungen) | Höchstplatzierung, Gesamtwochen, AuszeichnungChartplatzierungen (Jahr, Titel, Musiklabel, Platzierungen, Wochen, Auszeichnungen, Anmerkungen) | Höchstplatzierung, Gesamtwochen, AuszeichnungChartplatzierungen (Jahr, Titel, Musiklabel, Platzierungen, Wochen, Auszeichnungen, Anmerkungen) | Anmerkungen                             |
| Jahr | Titel Musiklabel                                 | FR | BEW | CH | Anmerkungen                             |
| ---- | ------------------------------------------------ | --- | --- | --- | --------------------------------------- |
| 2018 | Cure Virgin Music (UMG)                          | FR1 ×3Dreifachplatin · (132 Wo.)FR | BEW4 (151 Wo.)BEW | CH6 (21 Wo.)CH | Erstveröffentlichung: 2. März 2018      |
| 2021 | À tous les bâtards Virgin Music (UMG)            | FR4 Platin · (60 Wo.)FR | BEW4 (23 Wo.)BEW | CH11 (4 Wo.)CH | Erstveröffentlichung: 1. September 2021 |
| 2023 | Crash cœur Otterped Records / Virgin Music (UMG) | FR5 Gold · (49 Wo.)FR | BEW9 (25 Wo.)BEW | CH49 (3 Wo.)CH | Erstveröffentlichung: 24. November 2023 |

### EPs
- 2017: Kid

### Singles
| Jahr | Titel Album                        | Höchstplatzierung, Gesamtwochen, AuszeichnungChartplatzierungen (Jahr, Titel, Album, Platzierungen, Wochen, Auszeichnungen, Anmerkungen) | Höchstplatzierung, Gesamtwochen, AuszeichnungChartplatzierungen (Jahr, Titel, Album, Platzierungen, Wochen, Auszeichnungen, Anmerkungen) | Anmerkungen |
| Jahr | Titel Album                        | FR | BEW | Anmerkungen |
| --- | ---------------------------------- | --- | --- | --- |
| 2017 | Fête de trop Cure • Kid            | FR21 Platin · (40 Wo.)FR | — | Erstveröffentlichung: 30. Juni 2017 Charteinstieg: 23. Dezember 2017                                                     |
| 2017 | Kid Cure • Kid                     | FR67 Platin · (41 Wo.)FR | — | Erstveröffentlichung: 13. Oktober 2017 Charteinstieg: 10. März 2018                                                      |
| 2018 | Random Cure                        | FR98 Platin · (5 Wo.)FR | — | Erstveröffentlichung: 19. Januar 2018 Charteinstieg: 10. März 2018                                                       |
| 2018 | Normal Cure                        | FR151 Gold · (1 Wo.)FR | BEW50 (1 Wo.)BEW | Erstveröffentlichung: 2. März 2018                                                                                       |
| 2018 | Grave Cure                         | FR150 (1 Wo.)FR | — | Erstveröffentlichung: 9. November 2018                                                                                   |
| 2021 | Bateaux-mouches A tous les bâtards | FR87 Gold · (11 Wo.)FR | — | Erstveröffentlichung: 8. Januar 2021                                                                                     |
| 2021 | Larme fatale Aimée (Encore)        | FR193 (1 Wo.)FR | — | Erstveröffentlichung: 24. Oktober 2021 Charteinstieg: 10. Februar 2022 mit Julien Doré                                   |
| 2023 | Love’n’Tendresse Crash cœur        | FR108 Gold · (11 Wo.)FR | BEW10 (20 Wo.)BEW | Erstveröffentlichung: 7. September 2023                                                                                  |
| 2024 | Urgences 911 Crash cœur            | — | BEW40 (1 Wo.)BEW | Erstveröffentlichung: 21. Februar 2024                                                                                   |
| 2025 | Grand soleil –                     | FR56 (… Wo.)FR | — | Erstveröffentlichung: 14. März 2025 Damso feat. Various Artists; Benefizsingle für die Anti-AIDS-Veranstaltung Sidaction |
| Folgende Lieder erschienen nicht als Single, wurden aber durch das Album zum Download und Streaming bereitgestellt und konnten somit eine Platzierung erlangen: |                                    | | | |
| |                                    | | | |
| 2018 | Quartier des lunes Cure            | FR188 Gold · (1 Wo.)FR | — | Charteinstieg: 10. März 2018                                                                                             |
| 2018 | Beaulieue Cure                     | FR195 (1 Wo.)FR | — | Charteinstieg: 10. März 2018                                                                                             |
| 2021 | Freaks A tous les bâtards          | FR158 (1 Wo.)FR | — | Charteinstieg: 27. März 2021                                                                                             |
| 2021 | Désolé Caroline A tous les bâtards | FR198 (1 Wo.)FR | — | Charteinstieg: 27. März 2021                                                                                             |
| 2021 | Pause A tous les bâtards           | FR128 Gold · (3 Wo.)FR | — | Charteinstieg: 4. September 2021 mit Yseult                                                                              |

## Filmografie
- 2012: Paulette
- 2013: Vivre sa vie (Kurzfilm)